# Calderón (pel·lícula)
Calderón és una pel·lícula italiana del 1981 dirigida per Giorgio Pressburger, rodada a Friül - Venècia Júlia als llocs "pasolinians".

## Arbument
A l'Espanya franquista una dona tancada en un camp de concentració que viu una realitat que només és un somni. Inspirada en l'obra de teatre La vida es sueño de Pedro Calderón de la Barca

## Repartiment
- Francesca Muzio: Rosaura
- Carmen Scarpitta: Stella
- Paolo Bonacelli Basilio
- Gianni Galavotti: Sigismondo
- Marina Dolfin

## Distribució
Va ser presentada al Festival Internacional de Cinema de Sant Sebastià 1981

## La critica
| « | «El resultat és un teixit poètic extraordinari en el qual veiem el tema de Pasolini combinat amb indicis psicoanalítics.» | » |

| « | «El respecte de Presssburger pel text d'origen […] es fusiona amb una interpretació més àmplia del pensament de Pasolini [..] que fan de la pel·lícula una obra complexa i fascinant.» | » |

## Reconeixements
- 1981 - Festival Internacional de Cinema de Sant Sebastià. Premi FIPRESCI per a nous directors[3]
- 1982 - Globo d'oro a la millor opera prima